# 伊達村景
伊達 村景（だて むらかげ）は、江戸時代前期から中期にかけての陸奥国仙台藩一門第三席・水沢伊達家6代（留守氏23代）当主。

## 生涯
元禄3年（1690年）10月21日、涌谷伊達家4代当主・伊達村元の二男として誕生。幼名は吉之助。
元禄8年（1695年）7月7日、水沢伊達家5代当主・伊達村任が新設された支藩・中津山藩初代藩主に就任すると、この時点では村任に男子がいなかったため、翌8日に村任の甥にあたる吉之助が、形式的に一旦、祖父・綱宗の養子になった後で村任の養子となり、水沢伊達家6代当主となる。吉之助はまだ幼かったため、当面は叔父・亘理元篤が後見役として政務を取り仕切った。またこの時、村任の代に加増された分の知行5500石が本藩に回収されて16135石となり、これが最終的な水沢伊達家の知行高となった。
元禄19年（1706年）9月、元服して村景と名乗る。村景の当主在任期間は57年と水沢伊達家歴代で最も長く、正徳4年（1714年）の水沢城の大規模修繕など数々の事業に取り組んだが、水沢城下では享保年間に限っても、享保3年（1718年）2月30日、享保18年（1733年）3月18日、享保20年（1735年）2月22日の3度にわたって大規模な火災が発生し、特に享保20年の火災では168戸を焼失した。これらの火災が発生するたびに、水沢城下の復興費用調達のため仙台本藩蔵元の大文字屋から多額の借金を余儀なくされ、苦しい領地経営を強いられた。なお、借金の返済は孫の村儀の代までかかっている。村景は火事対策の一環として家臣・佐々木佐五平に命じて民間の消防組「臥煙組」を組織させたが、その記念行事が日高火防祭の起源であるともいわれる。
宝暦3年（1753年）1月27日死去。享年64。嫡男・村利が家督を相続した。

## 系譜
- 父：伊達村元（1666-1718）
- 母：類姫 - 伊達綱宗の次女
- 養父：伊達綱宗（1640-1711）、伊達村任（1661-1722）
- 正室：天童頼真養女 - 松本信良の娘
- 側室：郷古氏
  - 女子：伏 - 伊達村倫室
- 側室：高橋氏
  - 女子：薫 - 大内義実室
- 側室：三宮氏
  - 女子：千久 - 泉田胤時室
- 側室：佐々木氏
  - 男子：伊達村明
- 側室：須美 - 小幡治兵衛の娘
  - 次男：伊達村利（1731-1756）
- 側室：及川氏
  - 女子：喜和 - 伊達村富正室

```
　　　　　　┏伊達村任（村和）
伊達綱宗━━┫　　　　　　　　
　　　　　　┗類姫　　　　
　　　　　　　　┣━━━━━伊達村景
　　　　　　　伊達村元

```